# Patrick Quentin
Patrick Quentin, pseudonym för deckarförfattarna Hugh Wheeler (1912–1987), och Richard Wilson Webb (1901–1966), även om den förstnämnde också använde pseudonymen för en rad egna verk. Webb och Wheeler använde sig även av pseudonymerna Q. Patrick och Jonathan Stagge.
Under många år var teamet Patrick/Quentin/Stagge tillsammans med Ellery Queen de största stjärnorna på den amerikanska deckarhimlen. Numera är författarna närmast bortglömda, både i USA och Sverige. I stort sett samtliga romaner finns dock översatta till svenska.

## Pseudonymen Patrick Quentin
Historien bakom författarpseudonymerna Q. Patrick/Patrick Quentin/Jonathan Stagge är relativt snårig. Den första av dessa pseudonymer att dyka upp var Q. Patrick 1931. De första två böckerna som skrevs under detta namn, Ladys lusthus (Cottage Sinister) och Mord i duvslaget (Murder at the Women's City Club), skrevs av Richard Webb tillsammans med Martha Kelley. Dessa två följdes av Profilen (Murder at Cambridge), som skrevs av Webb ensam 1933. Samma år började Webb skriva tillsammans med Mary Louise Aswell, och dessa två producerade två romaner, På kryss med mördare (S.S. Murder) och Vad som göms i snö (The Grindle Nightmare).
Därefter stabiliserades konstellationen 1936 i form av Richard Webb och Hugh Wheeler. Inte nog med att de skrev nästa Q. Patrick-roman, Öga för öga (Death Goes to School), de beslutade sig för att använda två nya pseudonymer. Som Patrick Quentin gav de ut Peter Duluth nyktrar till (A Puzzle for Fools), medan Hör hundarnas skall (Murder Gone to Earth) kom ut under Jonathan Stagges namn.
Därefter varvade de två författarna dessa tre pseudonymer med viss övervikt på Stagge-pseudonymen fram till början av 40-talet, då Q. Patrick lades ner (med ett undantag) och författarna började fokusera på utgivningen som Patrick Quentin. Efter 1949 upphörde partnerskapet mellan Webb och Wheeler, och Wheeler tog över allt skrivande på egen hand. Med undantag för Q. Patrick-romanen Flicka i fara (Danger Next Door) som utkom 1952 och Lyrik till döds (The Crippled Muse), som Wheeler gav ut under eget namn 1951, använde sig Wheeler uteslutande av pseudonymen Patrick Quentin när han skrev romaner. Dock fortsatte en rad noveller att komma ut under namnet Q. Patrick.
På många svenska utgåvor av Q. Patricks verk anges författarnamnet som "Quentin Patrick".

## Stil
Skillnaden mellan de böcker som publicerades under de olika pseudonymerna är inte särskilt stora. De böcker som kom under namnet Stagge är något mer åt mysrysarhållet och presenterar läsaren för byläkaren Hugh Westlake och hans unga dotter Dawn.
Samtliga Patrick Quentin-böcker som gavs ut i Puzzle-serien (alla romanerna inleds med ordet Puzzle) har Peter Duluth som problemlösare, ofta tillsammans med hustrun Iris. Böckerna berättas i jag-person, vilket innebär att läsaren får reda på samma sak om de olika fallen som Duluth.
Q. Patrick-böckerna saknar i stort en genomgående huvudperson, även om ett par böcker har kommissarie Tim(othy) Trant som problemlösare. 
Efter att Wheeler börjat skriva på egen hand "pensionerade" han sakta men säkert Duluth i Patrick Quentin-romanerna, och övergick till att skriva mer psykologiska deckare. En del av dessa senare böcker har tagit över Q. Patricks kommissarie Trant som problemlösare.

### Romaner som Q. Patrick
- Cottage Sinister (1931)
  - Ladys lusthus (översättning Erik Wilhelm Olson, Skoglund, 1944)
  - Ladys lusthus (översättning Ingrid Berglöf, B. Wahlström, 1984)
- Murder at the Women's City Club (1932) (även utg. som Death in the Dovecote)
  - Döden i duvslaget (översättning Erik Wilhelm Olson, Skoglund, 1945)
- S.S. Murder (1933)
  - Bridgemysteriet (översättning Åke Lindström, Schildt, 1934)
  - På kryss med mördare (okänd översättare, Rabén & Sjögren, 1968)
- Murder at the Varsity (1933) (även utg. som Murder at Cambridge)
  - Profilen (översättning Erik Wilhelm Olson, Skoglund, 1943)
- The Grindle Nightmare (1935) (även utg. som Darker Grows the Valley)
  - Vad som göms i snö ... (översättning Greta Åkerhielm, Skoglund, 1942)
- Death Goes to School (1936)
  - Öga för öga ... (översättning Erik Wilhelm Olson, Skoglund, 1944)
- Death for Dear Clara (1937; Trant problemlösare)
  - Camouflerat (översättning Erik Wilhelm Olson, Skoglund, 1943)
- The File on Fenton and Farr (1938)
- The File on Claudia Cragge (1938; Trant problemlösare)
- Death and the Maiden (1939; Trant problemlösare]
  - Flickan och döden (översättning Märta Isberg, 1941)
- Another Man's Poison (kortroman, 1940)
  - Mord på sjukhus (översättning Allan Grandin, Romanförlaget, 1951)
- Return to the Scene (1941) (även utg. som Death in Bermuda)
  - Åter till Bermuda (översättning E. W. Olson, Skoglund, 1942)
- Danger Next Door (1952)
  - Flicka i fara (översättning E. W. Olson, Skoglund, 1952)

### Romaner som Patrick Quentin
- A Puzzle for Fools (1936; Duluth problemlösare)
  - Mr Duluth nyktrar till (översättning Erik Wilhelm Olson, Skoglund, 1941). Ny utg. 1958 med titeln Peter Duluth nyktrar till
- Puzzle for Players (1938; Duluth problemlösare)
  - Sensation på scenen (översättning Erik Wilhelm Olson, Skoglund, 1940). Ny uppl. 1959 med titeln Peter Duluth gör succé
- Puzzle for Puppets (1944; Duluth problemlösare)
  - Puzzle (översättning Erik Wilhelm Olson, Skoglund, 1945). Ny utg. 1959 med titeln Peter Duluth på permission
- Puzzle for Wantons (1945; Duluth problemlösare) (även utg. som Slay the Loose Ladies)
  - Puzzle i Reno (översättning Erik Wilhelm Olson, Skoglund, 1946). Ny utg. 1962 med titeln Peter Duluth satsar och vinner
- Puzzle for Fiends (1946; Duluth problemlösare) (även utg. som Love Is a Deadly Weapon)
  - Peter Duluth glömmer allt (översättning Erik Wilhelm Olson, Skoglund, 1947)
- Puzzle for Pilgrims (1947; Duluth problemlösare) (även utg. som The Fate of the Immodest Blonde)
  - Peter Duluth möter en rival (översättning Erik Wilhelm Olson, Skoglund, 1947)
- Run to Death (1948; Duluth problemlösare)
  - Peter Duluth har döden i hälarna (översättning Erik Wilhelm Olson, Skoglund, 1948)
- The Follower (1950)
  - Hack i häl på hustrun (översättning Erik Wilhelm Olson, Skoglund, 1951)
- Black Widow (1952; Duluth problemlösare) (även utg. som Fatal Woman)
  - Spindeln (översättning E. W. Olson, Skoglund, 1953). Ny utg. 1962 med titeln Peter Duluth blir komprometterad
- My Son, the Murderer (1954; Duluth och Trant problemlösare) (även utg. som The Wife of Ronald Sheldon)
  - Är min son mördaren? (översättning E. W. Olson, Skoglund, 1955)
- The Man with Two Wives (1955; Trant problemlösare)
  - Hon var hos mig (översättning E. W. Olson, Skoglund, 1956)
- The Man in the Net (1956)
  - Fångad i nätet (översättning Torsten Blomkvist, Skoglund, 1957)
- Suspicious Circumstances (1957)
  - Misstänkt fall (översättning Torsten Blomkvist, Skoglund, 1958)
- Shadow of Guilt (1959; Trant problemlösare)
  - I brottets skugga (översättning Torsten Blomkvist, Skoglund, 1959)
- The Green-Eyed Monster (1960)
  - Skuggor av tvivel (översättning Torsten Blomkvist, Skoglund, 1960)
- Family Skeletons (1965; Trant problemlösare)
  - I de bästa familjer (översättning Sture Biurström, Skoglund, 1966)

### Novellsamling som Patrick Quentin
- The Ordeal of Mrs. Snow (1961)
  - Mrs Snows eldprov (översättning Torsten Blomkvist, Skoglund, 1962)

### Romaner som Jonathan Stagge
(Samtliga Stagge-romaner har dr Hugh Westlake som problemlösare)
- Murder Gone To Earth (1936) (även utg. som The Dogs Do Bark)
  - Hör hundarnas skall (översättning Nils Fjällgård, Skoglund, 1959)
- Murder or Mercy? (1937) (även utg. som Murder by Prescription)
  - Mord eller nåd (översättning E.W. Olson, Skoglund, 1944)
- The Stars Spell Death )(1939) (även utg. som Murder in the Stars)
  - Stjärnorna spå död (översättning E.W. Olson, Skoglund, 1941)
- Turn of the Table (1940) (även utg. som Funeral for Five)
  - Borddansen översättning E.W. Olson, Skoglund, 1942)
- The Yellow Taxi (1942) (även utg. som Call a Hearse)
  - Den gula taxin (översättning E.W. Olson, Skoglund, 1946)
- The Scarlet Circle (1943) (även utg. som Light from a Lantern)
  - Papperslyktan (översättning E.W. Olson, Skoglund, 1943)
- Death, My Darling Daughters (1945) (även utg. som Death and the Dear Girls)
  - Silverflöjten (översättning E.W. Olson, Skoglund, 1946)
- Death's Old Sweet Song (1946)
  - Dödens sång (översättning Matts Höjer, Skoglund, 1947)
- The Three Fears (1949)
  - De tre fasorna (översättning E.W. Olson, Skoglund, 1949)

### Roman utgiven under Wheelers eget namn
- The Crippled Muse (1951)
  - Lyrik till döds (översättning Göran Ekblom, Skoglund, 1954)

Ej identifierade svenska översättningar
- Ruterknekt (okänd översättare, Romantidningen, 1950) (Detektiv-journalen, 1950:6)
- 17 oslipade diamanter: detektivroman (översättning Martin Wiström, Romanförlaget, 1951)